# 十二年級

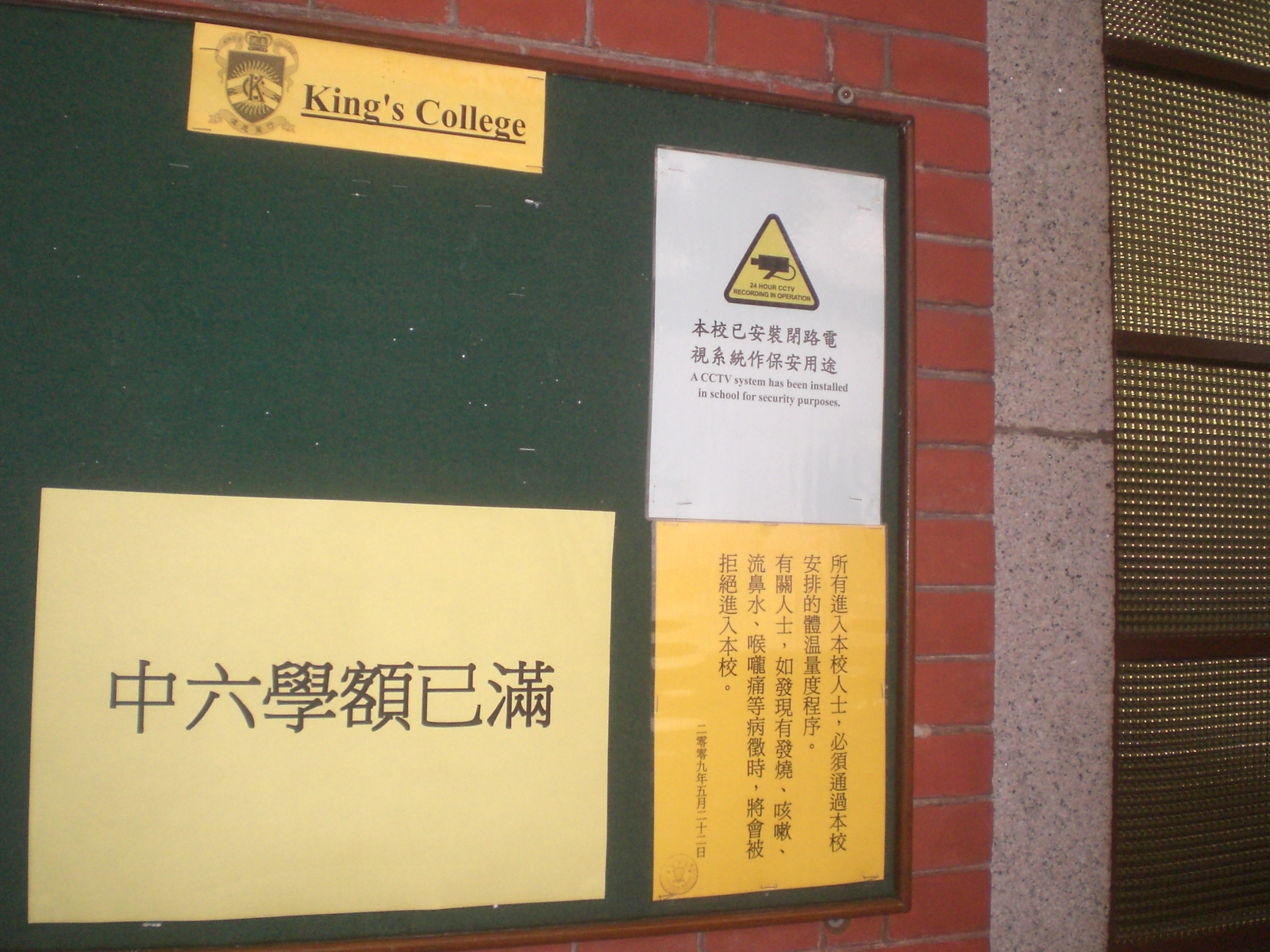
香港教育的中六（Form 6）

美式學程的十二年級（12th Grade）即高中三年級，简称高三，英式學制的預科第一年。香港和马来西亚稱為中六（Form 6），舊高中學制的預科第一年，新高中三三四學制的最後一年。同样的道理，高中二年级和一年级也被简称为高二和高一。
高三对于三三四學制下的学生来说是一个有着特别意义的概念，通常要應付大學入學試。由于中国大陆、香港、日本等地存在一考定终身的高考大學入學試制度，這個考試对于高中生来说意义重大。而高三则是他们高中上的最后一年（另可以参见高四）。高三对于很多学生来说意味着压力和重担，甚至是改变命运的一年。
在英式學制中，預科第一年則有蜜月期之稱，由於距離大學入學試尚有一年時間，學生多會參加不同的課外活動，擔任社團幹事等。